# 熱河省 (満洲国)
熱河省（ねっかしょう）は、満洲国にかつて存在した省。現在の河北省、遼寧省及び内モンゴル自治区の交差地域に相当する。

## 歴史
1931年9月18日、満洲事変が勃発すると熱河省首席であった湯玉麟は関東軍に投降し、満洲国参議府副議長兼熱河省行政長官に任命された。1933年（大同2年）3月、熱河地方を勢力下においた関東軍は熱河省行政指導公署を設置し、経棚、開魯、林西、林東の4県及び天山、魯北の2設治局を興安総署興安西分省に移管し、熱河省は朝陽弁事処が管轄する朝陽、阜新、凌源、平泉、大寧、凌北、赤峰弁事処が管轄する赤峰、建平、全寧、綏東、省直轄の承徳、囲場、隆化、灤平、豊寧、青竜で構成されるようになった。
1934年（康徳元年）5月31日、両弁事処が廃止され、12月1日には朝陽及び阜新が新設された錦州省に編入された。1938年（康徳4年）1月1日、『熱河省及び錦州省内旗制』が公布され、同日興安西省より翁牛特左旗が熱河省に編入された。

## 行政区画
満洲国崩壊直前の下部行政区画
- 承徳県:熱河省公署所在地
- 灤平県
- 豊寧県
- 隆化県
- 青竜県
- 囲場県
- 興隆県
- 喀喇沁右旗
- 喀喇沁中旗
- 喀喇沁左旗
- 翁牛特右旗
- 翁牛特左旗
- 敖漢旗

## 設置
1933年、満洲国政府により設置される。

## 廃止
1945年8月、満洲国の崩壊と共に自然消滅。

## 歴代省長
特記なき場合『世界諸国の制度・組織・人事 : 1840-2000』による。
- 湯玉麟：1932年3月9日 - 1933年5月
- 張海鵬：1933年5月2日 - 1934年12月
- 劉夢庚：1934年12月1日 - 1937年7月1日
- 金名世：1937年7月1日 - 1940年5月21日
- 王允卿：1940年5月21日 - 1941年1月16日
- 張聯文：1941年1月16日 - 1942年7月18日
- 馬冠標：1942年7月18日 - 1943年9月13日
- 姜全我：1943年9月13日 -
- 孫柏芳：1945年5月12日 - （終戦）